# INHA
Inhibin, alfa (INHA) je protein koji je kod ljudi kodiran INHA genom.

## Funkcija
Inhibin alfa podjedinica zajedno sa još jednom beta A ili beta B podjedinicom formira hipofizni FSH sekretorni inhibitor. Inhibin negativno reguliše proliferaciju gonadalnih stromalnih ćelija i ima supresivno dejstvo na tumour. Serumski nivoi inhibina odražavaju veličinu granulosa-ćelija tumora i mogu se koristiti kao marker za primarnu kao i rekurentnu bolest. Kod kancera prostate, izražavanje gena inhibin alfa-podjedinice je potisnuto i ne može se detektovati kod slabo diferenciranih ćelija tumora.

## Literatura
- Mellor SL; Richards MG; Pedersen JS;  . (1998). „Loss of the expression and localization of inhibin alpha-subunit in high grade prostate cancer”. J. Clin. Endocrinol. Metab. 83 (3): 969—75. PMID 9506758. doi:10.1210/jc.83.3.969.
- Munz B; Hübner G; Tretter Y;  . (1999). „A novel role of activin in inflammation and repair”. J. Endocrinol. 161 (2): 187—93. PMID 10320815. doi:10.1677/joe.0.1610187.
- Welt C, Sidis Y, Keutmann H, Schneyer A (2002). „Activins, inhibins, and follistatins: from endocrinology to signaling. A paradigm for the new millennium”. Exp. Biol. Med. (Maywood). 227 (9): 724—52. PMID 12324653.
- Shav-Tal Y, Zipori D (2003). „The role of activin a in regulation of hemopoiesis”. Stem Cells. 20 (6): 493—500. PMID 12456957. doi:10.1634/stemcells.20-6-493.
- Shao L; Frigon NL; Young AL;  . (1992). „Effect of activin A on globin gene expression in purified human erythroid progenitors”. Blood. 79 (3): 773—81. PMID 1310063.
- Vannelli GB; Barni T; Forti G;  . (1992). „Immunolocalization of inhibin alpha-subunit in the human testis. A light- and electron-microscopy study”. Cell Tissue Res. 269 (2): 221—7. PMID 1423490.
- Matzuk MM; Finegold MJ; Su JG;  . (1992). „Alpha-inhibin is a tumour-suppressor gene with gonadal specificity in mice”. Nature. 360 (6402): 313—9. PMID 1448148. doi:10.1038/360313a0.
- Shimonaka M, Inouye S, Shimasaki S, Ling N (1991). „Follistatin binds to both activin and inhibin through the common subunit”. Endocrinology. 128 (6): 3313—5. PMID 2036994. doi:10.1210/endo-128-6-3313.
- Mason AJ, Berkemeier LM, Schmelzer CH, Schwall RH (1990). „Activin B: precursor sequences, genomic structure and in vitro activities”. Mol. Endocrinol. 3 (9): 1352—8. PMID 2575216. doi:10.1210/mend-3-9-1352.
- Barton DE; Yang-Feng TL; Mason AJ;  . (1989). „Mapping of genes for inhibin subunits alpha, beta A, and beta B on human and mouse chromosomes and studies of jsd mice”. Genomics. 5 (1): 91—9. PMID 2767687. doi:10.1016/0888-7543(89)90091-8.
- Lappöhn RE; Burger HG; Bouma J;  . (1989). „Inhibin as a marker for granulosa-cell tumors”. N. Engl. J. Med. 321 (12): 790—3. PMID 2770810. doi:10.1056/NEJM198909213211204.
- Mayo KE; Cerelli GM; Spiess J;  . (1986). „Inhibin A-subunit cDNAs from porcine ovary and human placenta”. Proc. Natl. Acad. Sci. U.S.A. 83 (16): 5849—53. PMC 386393 . PMID 3016724. doi:10.1073/pnas.83.16.5849.
- Ramasharma K, Li CH (1987). „Characteristics of binding of human seminal alpha-inhibin-92 to human pituitary membranes”. Proc. Natl. Acad. Sci. U.S.A. 84 (11): 3595—8. PMC 304921 . PMID 3035540. doi:10.1073/pnas.84.11.3595.
- Murata M; Eto Y; Shibai H;  . (1988). „Erythroid differentiation factor is encoded by the same mRNA as that of the inhibin beta A chain”. Proc. Natl. Acad. Sci. U.S.A. 85 (8): 2434—8. PMC 280011 . PMID 3267209. doi:10.1073/pnas.85.8.2434.
- Burger HG, Igarashi M (1988). „Inhibin: definition and nomenclature, including related substances”. Endocrinology. 122 (4): 1701—2. PMID 3345731. doi:10.1210/endo-122-4-1701.
- Mason AJ, Niall HD, Seeburg PH (1986). „Structure of two human ovarian inhibins”. Biochem. Biophys. Res. Commun. 135 (3): 957—64. PMID 3754442. doi:10.1016/0006-291X(86)91021-1.
- Stewart AG; Milborrow HM; Ring JM;  . (1986). „Human inhibin genes. Genomic characterisation and sequencing”. FEBS Lett. 206 (2): 329—34. PMID 3758355. doi:10.1016/0014-5793(86)81006-7.
- Xu J, McKeehan K, Matsuzaki K, McKeehan WL (1995). „Inhibin antagonizes inhibition of liver cell growth by activin by a dominant-negative mechanism”. J. Biol. Chem. 270 (11): 6308—13. PMID 7890768. doi:10.1074/jbc.270.11.6308.
- Nishihara T, Okahashi N, Ueda N (1994). „Activin A induces apoptotic cell death”. Biochem. Biophys. Res. Commun. 197 (2): 985—91. PMID 8267637. doi:10.1006/bbrc.1993.2576.
- Mason AJ, Farnworth PG, Sullivan J (1997). „Characterization and determination of the biological activities of noncleavable high molecular weight forms of inhibin A and activin A”. Mol. Endocrinol. 10 (9): 1055—65. PMID 8885240. doi:10.1210/me.10.9.1055.